# Matamala (Ivars de Noguera)
Matamala és una serra situada entre els municipis d'Ivars de Noguera i d'Os de Balaguer a la comarca de la Noguera, amb una elevació màxima de 772 metres.